# Мерцалов, Николай Иванович
Никола́й Ива́нович Мерца́лов (18 февраля [2 марта] 1866, Тула — 13 ноября 1948, Москва) — российский и советский учёный-механик. Заслуженный деятель науки и техники РСФСР (1944).

## Биография
Родился 18 февраля (2 марта) 1866 года в семье начальника 1-го отделения Тульской казённой палаты. Его отец, потомственный дворянин Иван Михайлович, был широко образованным человеком; он любил художественную литературу и лично знал И. С. Тургенева и М. Е. Салтыкова-Щедрина. Мать, Александра Павловна, происходила из семьи потомственных тульских оружейников. Жили на Гоголевской улице.
В Тульской гимназии он учился вместе с В. В. Вересаевым, который вспоминал о Мерцалове как о «звезде нашего класса», как о человеке, который с ранних лет проявил выдающиеся способности и не был удовлетворён казённой системой гимназического образования.

… Там, у учителя Томашевича, живёт «звезда нашего класса, Мерцалов. У него огромная, прекрасно сформированная голова, мы уверены, что из него выйдет Ньютон или Гегель. В споре о Сократе он совсем забил нашего учителя истории Ясинского, по математике он самостоятельно прошел дифференциальное и интегральное исчисление… Вот! Сидит у себя в комнате всю ночь напролет и изучает интегральное исчисление.

<…>
Он никогда не бегал, не играл. На переменах, когда мы бились на «сшибалке» или бегали вперегонки, он степенно расхаживал с кем-нибудь вдоль забора и «беседовал». Товарищи относились к нему с невольным почтением, более сильные не смели его задирать. Прозвище ему было — Сократ… 

Когда я был в шестом классе, три моих товарища, Мерцалов, Буткевич и Новиков, попались в тяжком деле: раздавали революционные прокламации рабочим Тульского оружейного завода… 
— В. Вересаев. Воспоминания (в юные годы).
Только вследствие либерализма нового директора гимназии Н. Н. Куликова гимназисты не были исключены, хотя раз в неделю после этого должны были ходить на душеспасительные собеседования с законоучителем гимназии, протоиереем Ивановым.
В 1884 году Н. И. Мерцалов окончил гимназию и поступил на математическое отделение физико-математического факультета Московского университета. После окончания университета в 1888 году он несколько лет работал на машиностроительных заводах в Германии, вместе с тем посещал лекции в Дрезденском высшем техническом училище. По возвращении в 1892 году в Россию сдал магистерские экзамены и в 1894 году, окончив Императорское Московское техническое училище, получил звание инженера-механика. С 1895 года стал преподавать в Московском техническом училище; с 1899 года по рекомендации Н. Е. Жуковского он был избран адъюнкт-профессором училища по кафедре прикладной механики и термодинамики; с 1913 по 1930 годы — ординарный профессор.
Также с 1898 года он — приват-доцент Московского университета. Н. И. Мерцалов преподавал также (сначала в 1896—1897 годах, затем с 1917 года) в Московском сельскохозяйственном институте; с 1920 года — профессор: читал курсы теории механизмов и машин, кинематики пространственных механизмов. Ученики Мерцалова — В. В. Добровольский, Л. П. Смирнов, Н. Д. Лучинский — свидетельствовали, что его лекции отличались оригинальностью изложения, ясностью предлагаемых методов, широтой охвата вопросов. 
Курс лекций Мерцалова «Динамика механизмов», вышедший в 1914 году, был, по существу, научно-исследовательской работой, где впервые в мировой науке обобщались оригинальные методы динамического анализа машин и механизмов. В его курсе «Кинематика механизмов» (1916) были изложены основы кинематической геометрии и их применения к задачам исследования механизмов.
В 1930 году инженерный факультет сельскохозяйственной академии, где он преподавал, был переведён в Московский институт механизации и электрификации сельского хозяйства, где Мерцалов возглавил кафедру теоретической и прикладной механики.
В 1931—1932 гг. Мерцалов написал статью «Термодинамика», которая явилась обобщением его многолетней работы. В ней он доказал, что теорема Нернста является простым следствием двух первых принципов. Впервые им было доказано важное свойство простых тел: по мере приближения абсолютной температуры к нулю, теплоёмкости тел тоже стремятся к нулю. В период работы над этой статьей он указывал, что Ломоносов первый заложил научную основу термодинамики.
Н. И. Мерцалов внёс много нового и оригинального в разработку теории пространственных механизмов («Пространственная семизвенная шарнирная цепь», 1936 г.; «Построение последовательных положений звеньев пространственного семизвенного шарнирного механизма (семизвенника)», 1940 г. и др.), в проектирование пространственных зубчатых передач по развёртывающимся и неразвёртывающимся поверхностям, в разработку проблем гидродинамической теории смазки, в развитие общей теории сельскохозяйственных машин, решил некоторые частные случаи задачи о гироскопе («Задача о движении твердого тела, имеющего неподвижную точку», 1946 г.).

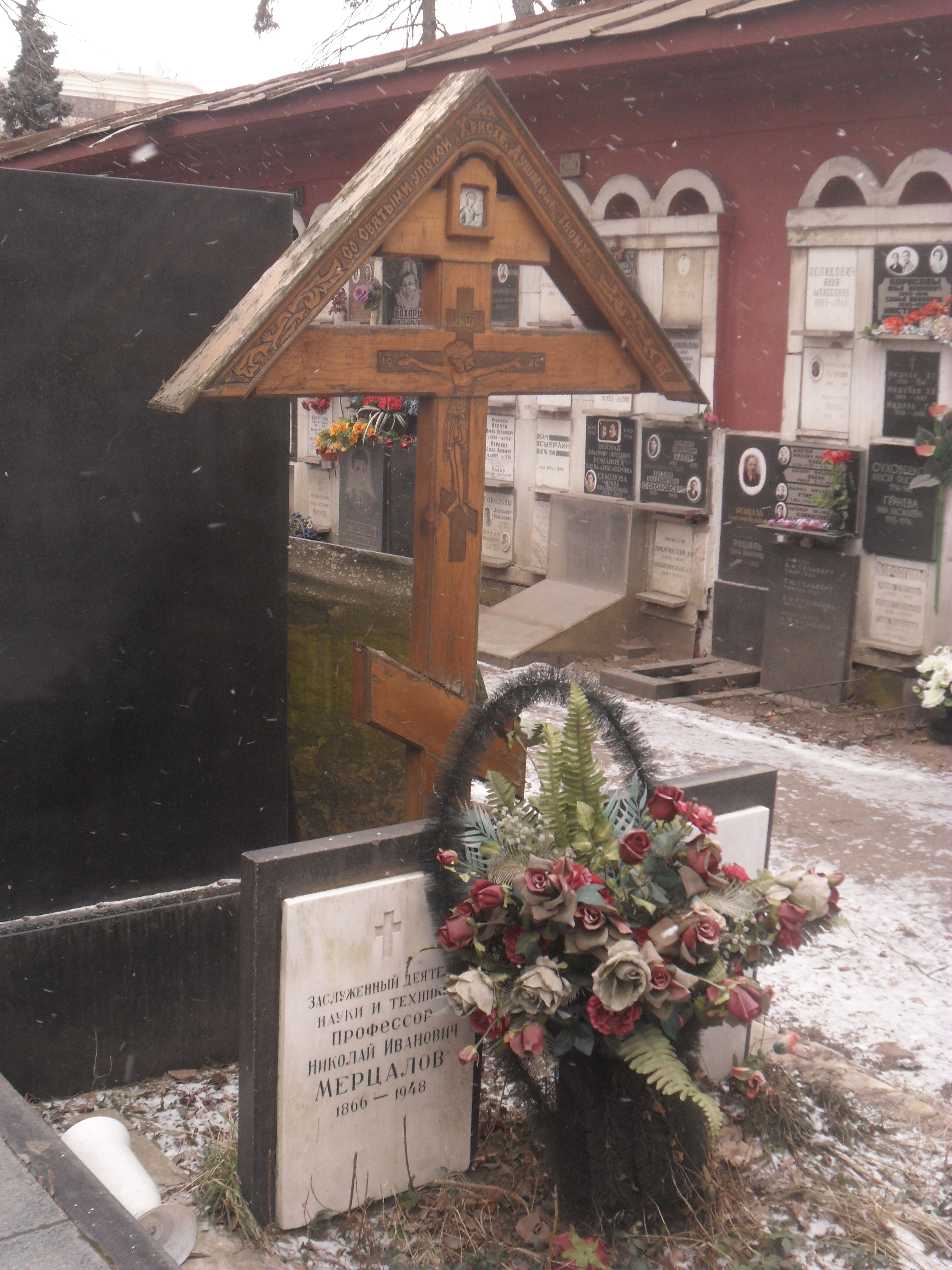
Могила Мерцалова на Новодевичьем кладбище.

В 1941—1943 гг. Н. И. Мерцалов был в эвакуации в Челябинске. В 1944 году он получил звание «Заслуженного деятеля науки и техники» и был награждён орденом Ленина.
Умер 13 ноября 1948 года в Москве. Похоронен на Новодевичьем кладбище.

## Награды
- орден Ленина
- орден Трудового Красного Знамени (31.07.1946)
- медаль «За трудовое отличие» (06.12.1940) — «в ознаменование 75-летнего юбилея Московской ордена Ленина Сельскохозяйственной Академии имени К. А. Тимирязева, за выдающиеся заслуги в деле развития сельскохозяйственных наук и подготовки высококвалифицированных специалистов сельского хозяйства»

## Семья
Жена — Агриппина Давыдовна была из купеческого сословия. Дочери Н. И. Мерцалова, Надежда (1910—?) и Мария (1912—2000, искусствовед), были певчими в храме Святителя и Чудотворца Николая у Соломенной сторожки, где служил Василий (Надеждин).